# Тамаринська сільська рада
Тама́ринська сільська́ ра́да — орган місцевого самоврядування у Снігурівському районі Миколаївської області. Адміністративний центр — село Тамарине.

## Загальні відомості
- Населення ради: 1 245 осіб (станом на 2001 рік)

## Населені пункти
Сільській раді підпорядковані населені пункти:
- с. Тамарине
- с. Безіменне

## Склад ради
Рада складається з 14 депутатів та голови.
- Голова ради:
- Секретар ради: Кухар Ольга Олександрівна

### Керівний склад попередніх скликань
| Прізвище, ім'я, по батькові  | Основні відомості                                                             | Дата обрання | Дата звільнення |
| ---------------------------- | ----------------------------------------------------------------------------- | ------------ | --------------- |
| Сенюк Іван Ярославович       | Сільський голова, 1958 року народження, член Української Народної Партії      | 26.03.2006   | 26.08.2008      |
| Леоненко Таміла Василівна    | Сільський голова, 1946 року народження, позапартійна                          | 15.03.2009   | 31.10.2010      |
| Глущенко Світлана Миколаївна | Сільський голова, 1959 року народження, освіта незакінчена вища, позапартійна | 31.10.2010   | 30.07.2014      |

Примітка: таблиця складена за даними сайту Верховної Ради України

### Депутати
За результатами місцевих виборів 2010 року депутатами ради стали:

#### За суб'єктами висування
| Суб'єкт висування                     | Кількість обраних депутатів | %    |
| ------------------------------------- | --------------------------- | ---- |
| Партія регіонів                       | 10                          | 71,4 |
| Самовисування                         | 2                           | 14,3 |
| Політична партія Народний Рух України | 1                           | 7,1  |
| Політична партія «Сильна Україна»     | 1                           | 7,1  |

#### За округами
| № округу                              | Прізвище, ім'я, по батькові  | Дата визнання обраним | Освіта             | Партійна приналежність                  | Відомості про обраного депутата              |
| ------------------------------------- | ---------------------------- | --------------------- | ------------------ | --------------------------------------- | -------------------------------------------- |
| Партія регіонів                       |                              |                       |                    |                                         |                                              |
| 1                                     | Леоненко Таміла Василівна    | 05.11.2010            | вища               | член Партії регіонів                    | Тамаринська сільська рада, голова            |
| 2                                     | Лубинець Сергій Іванович     | 05.11.2010            | середня спеціальна | член Партії регіонів                    | пенсіонер                                    |
| 4                                     | Сивик Світлана Григорівна    | 05.11.2010            | вища               | член Партії регіонів                    | Тамаринська загальноосвітня школа, вчитель   |
| 5                                     | Береза Ірина Петрівна        | 05.11.2010            | вища               | член Партії регіонів                    | УПСЗН, соціальний працівник                  |
| 7                                     | Калюжний Валерій Вікторович  | 05.11.2010            | середня            | член Партії регіонів                    | Фермерське господарство «Віола Плюс», голова |
| 9                                     | Затірко Тетяна Василівна     | 05.11.2010            | вища               | член Партії регіонів                    | Тамаринська сільська рада, землевпорядник    |
| 11                                    | Єфименко Людмила Йосипівна   | 05.11.2010            | середня спеціальна | член Партії регіонів                    | УПСЗН, соціальний працівник                  |
| 12                                    | Радченко Любов Василівна     | 05.11.2010            | вища               | член Партії регіонів                    | Тамаринська загальноосвітня школа, вчитель   |
| 13                                    | Пестрак Анатолій Михайлович  | 05.11.2010            | середня            | член Партії регіонів                    | одноосібник                                  |
| 14                                    | Водарчук Микола Адикович     | 05.11.2010            | середня спеціальна | член Партії регіонів                    | пенсіонер                                    |
| Політична партія Народний Рух України |                              |                       |                    |                                         |                                              |
| 8                                     | Шиян Тамара Юріївна          | 05.11.2010            | середня            | член Народного Руху України             | Тамаринський ДНЗ, вихователь                 |
| Політична партія «Сильна Україна»     |                              |                       |                    |                                         |                                              |
| 10                                    | Кухар Ольга Олександрівна    | 05.11.2010            | вища               | член Політичної партії «Сильна Україна» | Тамаринська сільська рада, бухгалтер         |
| Самовисування                         |                              |                       |                    |                                         |                                              |
| 3                                     | Скрипник Наталія Сергіївна   | 05.11.2010            | середня            | позапартійна                            | тимчасово не працює                          |
| 6                                     | Кузьміна Наталія Анатоліївна | 05.11.2010            | вища               | позапартійна                            | Тамаринська загальноосвітня школа, вчитель   |